# Балка Широка (Оріхівський район)
Балка Широка — один з об'єктів природно-заповідного фонду Запорізької області, ландшафтний заказник місцевого значення.

## Розташування
Заказник розташований в Оріхівському районі, Запорізької області на території Комишуваської селищної ради, на південний захід від селища міського типу Комишуваха.

## Історія
Ландшафтний заказник місцевого значення «Балка Широка» був оголошений рішенням Запорізької обласної ради народних депутатів шостого скликання № 14 від 31 жовтня 2013 року.

## Мета
Мета створення заказника — збереження ландшафтного та біологічного різноманіття, підтримання екологічного балансу, раціональне використання природних і рекреаційних ресурсів Запорізької області.

## Значення
Ландшафтний заказник місцевого значення «Балка Широка» має особливе природоохоронне, естетичне і пізнавальне значення.

## Загальна характеристика
Загальна площа ландшафтного заказника місцевого значення «Балка Широка» становить 44,0 га.

## Флора
Територія заказника представлена степовою рослинністю: ковилою волосистою, шавлією, чабрецем тощо. З рідкісних рослин зустрічаються брандушка різнокольорова, дивина лікарська, скабіоза українська.

## Фауна
На території заказника мешкають представники ентомофауни, занесені до Червоної книги України — подалірій, сколія степова.